# Vesetestecske

Vesetestecske

A vesetestecske (corpusculum renale vagy corpusculum renis), régebbi nevén Malpighi-test (Marcello Malpighi itáliai anatómus után) a gerincesek veséjében található nefronok alkotórésze. A vesetestecske az artériás hajszálér-gombolyagból (glomerulusból), és a glomerulust magába záró, csészeszerű Bowman-tokból áll.
Az egész vesetestecskére is általánosan, ámde tulajdonképpen helytelenül használatos a glomerulus elnevezés.

## Szerkezete
Egyszerű hasonlattal élve kesztyűs kézzel megfogott labdaként írhatnánk le. Eszerint a labda nem más, mint az érgomolyag, a kesztyűnk pedig maga a Bowman-tok, melynek két rétege – a kesztyű labdával érintkező és a labdával nem érintkező része – egymásba áthajlik, így voltaképpen folytonosak egymással. A Bowman-tok két rétege közé, a kesztyű üregébe jut a szűrlet, amiből a kesztyű szája felé a nephron távolabbi részeibe folyik tovább. A belső lemez (glomerularis epithelium) a glomerulust alkotó erek felszínéhez szorosan hozzátapadt, és különleges sejtekből, lábassejtekből (podocytákból) áll. A külső lemez ((parietalis epithelium) – valójában a másik lemez folytatása), más típusú sejtekből laphámsejtekből áll. A külső lemez folytatódik tovább a nephron következő részében a közeli kanyarulatos csatornában. A Bowman-tok ürege a vizeleti tér. A Malpighi-test glomerulus felőli oldala az érpólus, a kanyarulatos csatorna felőli oldala a vizeleti pólus.

## Elhelyezkedés
A vesetestecskék a vese kéregállományában találhatók. Külön csoportjuk, a nagyobb méretű, a kéregnek a velőközeli részében elhelyezkedő (juxtamedullaris) glomerulusok.

## Vérellátás
Az érpóluson a tágabb bevezető artériolák (arteriola afferens) lépnek be és itt lépnek ki a szűkebb kivezető arteriolák (arteriola efferens). Az átmérők ezen eltérése hozza létre azt a nyomást, amely a kettő között található sajátos falszerkeztű érgomolyag (glomerulus) falán keresztül az ultraszürlet (fehérjementes vérplazma) képződését biztosítja (glomerularis filtráció). A glomerulusok elvezető arteriolái újra elágazódnak. A kéregállomány glomerulusai túlnyomó részének elvezető arteriolái a kéregállomány, a juxtamedullaris glomerulusok elvezető arteriolái a velőállomány csatornarendszere körül képeznek hálózatot. Az arteriola afferens falában sajátosan módosult, renin szemcséket tartalmazó izomsejtek (juxtaglomerularis sejtek) találhatók, amelyek feszülésérzékelő receptorok, a juxtaglomerularis apparátus részét képezik, és a vérnyomás szabályozásában vesznek részt.

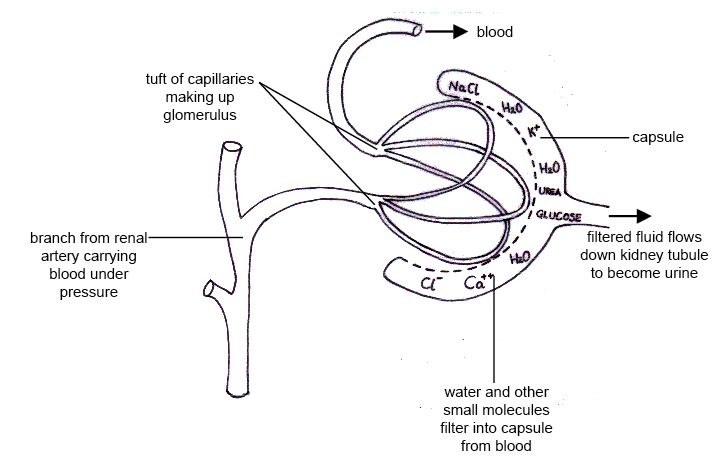
A glomeruláris filtráció
A Malpighi-test
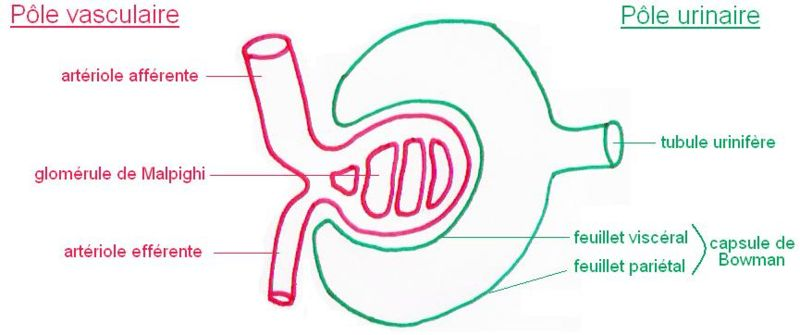
simpla